# Cauteovan Corona
La Cauteovan Corona è una struttura geologica della superficie di Venere.